# ラミン・ヤマル
- ラミン・ジャマル
- ラミネ・ヤマル

ラミン・ヤマル・ナスラウイ・エバナ（Lamine Yamal Nasraoui Ebana、2007年7月13日 - ）は、スペイン・カタルーニャ州マタロー出身のサッカー選手。ラ・リーガ・FCバルセロナ所属。スペイン代表。ポジションはフォワード。
FCバルセロナの育成組織であるラ・マシア出身で、2023–24シーズンにトップチーム昇格。17歳でバロンドールに史上最年少ノミネートされ、2024年には最優秀若手選手に贈られるコパ・トロフィーを受賞。翌シーズンには公式戦55試合に出場し、18ゴール21アシストを記録。ラ・リーガ、コパ・デル・レイ、スーペルコパの国内三冠に貢献した。
スペイン代表としては各年代でプレーし、2023年に16歳でA代表デビュー、初得点。UEFA EURO 2024では優勝に貢献し、大会最優秀若手選手賞を受賞。ユーロ史上最年少出場、最年少得点、決勝出場の記録も持つ。

## 経歴
モロッコ人の父と赤道ギニア出身の母の下、スペイン・カタルーニャ州の東部にあるマタローで生を受けた。2012年に6歳でFCバルセロナのカンテラであるラ・マシアへ入団し、入団後すぐにクラブ史上最高の才能を持つ選手の1人として注目を集めた。
2022-23シーズンの開幕からは15歳にしてフベニールAのカテゴリーへ昇格し、2022年9月にはその才能に目をつけたシャビ・エルナンデス監督によってトップチームのトレーニングへ初招集された。
2023年4月29日、ラ・リーガのレアル・ベティス戦にて、試合終了間際の83分にガビとの途中交代でトップチームデビューを果たした。15歳9ヶ月16日でのトップチーム出場は、クラブ史上最年少記録となった。
2023年8月20日、ラ・リーガのカディスCF戦にて、初先発出場を果たした。 彼の初先発はスタンディングオベーションで迎えられ、後半85分で交代した。2023年8月28日、ビジャレアルCFに4-3で勝利した試合では、ガビとロベルト・レヴァンドフスキのゴールに関与し、同試合のマン・オブ・ザ・マッチに選ばれた。9月19日、ロイヤル・アントワープ戦でチャンピオンズリーグデビューを果たした。10月2日、ヤマルはFCバルセロナとの契約を2026年まで延長した。10月8日、第9節のグラナダCF戦でラ・リーガ史上最年少ゴールを決めた。10月28日、交代出場としてエル・クラシコ初出場を果たした。12月4日、ヤマルはゴールデンボーイ賞にノミネートされ、21歳以下の最優秀選手に贈られるゴールデン・ボーイ・ザ・ヤンゲスト賞を受賞した。式典の日、ヤマルは学校の授業のため出席しなかった。2024年1月11日、スーペルコパ・デ・エスパーニャの準決勝でCAオサスナに2-0で勝利し、16歳182日でスーペルコパデ・エスパーニャで得点した大会史上最年少選手となった。1月14日、スーペルコパ・デ・エスパーニャのレアル・マドリード戦で29分間プレーした。1月25日、コパ・デル・レイ準々決勝のアスレティック・ビルバオ戦でゴールを決め、大会史上最年少の得点した選手となった。2月11日、グラナダCFと3-3で引き分けた試合で、マン・オブ・ザ・マッチに選ばれた。
2024年3月、パリ・サンジェルマンから総額432億円のオファーを受けたが、バルセロナが拒否したと報じられた。
2024年7月17日、2024-25シーズンからかつてリオネル・メッシが着用したこともある19番を着用することが決定したと発表。8月18日、開幕節バレンシアCF戦で2024-25シーズン初アシストを記録し、勝利に貢献した。8月25日、ラ・リーガ2節のアスレティック・ビルバオ戦で2024-25シーズン初ゴールを記録し、勝利に貢献した。8月28日のラージョ・バジェカーノ戦でもアシストを記録した。9月1日、レアル・バジャドリード戦では、2アシストを記録し、同試合の7-0勝利に貢献した。9月19日、UEFAチャンピオンズリーググループステージ第1節のASモナコ戦でゴールを記録した。『UEFA.com』によれば、UEFAチャンピオンズリーグ史上2番目の若さでゴールを決めた選手となる。
2024年10月26日のレアル・マドリード戦ではチーム3点目となるゴールを決め、チームも4-0と快勝した。これによりヤマルはエル・クラシコ史上最年少でゴールを決めた選手となった。
同年10月28日には「21歳以下のバロンドール」と称されるコパ・トロフィーを史上最年少（17歳107日）で受賞した。
同年11月28には、イタリアのスポーツ専門誌である『トゥットスポルト』が主催し、ヨーロッパのクラブでプレーする最も活躍した21歳以下の選手に贈られる賞、ゴールデンボーイ賞を史上最年少（17歳138日）で受賞。
2025年1月12日に行われたスーペルコパ・デ・エスパーニャ決勝ではレアル・マドリード相手に先制されるも、ヤマルはチーム1点目となるゴールを決めバルセロナが5-2で勝利し、優勝に貢献した。
2025年7月17日、FCバルセロナとの契約を2031年6月30日まで延長すると同時に、過去にロマーリオやリバウド、ロナウジーニョやリオネル・メッシといった名選手が着用しアンス・ファティの移籍で空き番号となった「10」番を着用することが決定した。

## 代表経歴
2021年9月16日、U-16ロシア代表との親善試合でU-16スペイン代表デビュー。後半30分間のみのプレーとなり、記念すべき代表キャリアをスタートさせた。2022年10月には15歳ながら飛び級でU-19スペイン代表から初招集を受けた。2023年6月には飛び級でUEFA U-17欧州選手権2023に出場すると、大会通算4得点を挙げて大会得点王に輝いた。
2023年9月1日、ユーロ予選に向けたスペイン代表が発表され、同国では史上最年少となる代表入りを果たした。9月8日、ジョージア代表戦にて、前半44分にダニ・オルモとの途中交代で最年少デビューを果たすと、後半29分にはニコ・ウィリアムズからのアシストで初ゴールを挙げた。試合には7-1で大勝し、この試合でヤマルはスペイン代表の最年少出場かつ最年少得点（16歳１ヶ月26日）の両方を塗り替えた。
2024年、UEFA EURO 2024に、クロアチア戦にてポーランド代表MFカツペル・コズラウスキーの記録を破り、16歳338日というEURO史上最年少出場記録を樹立した。又、この試合では86分までプレーし、カルバハルのゴールをアシストした。準決勝のフランス戦で同点ゴールを決め、この16歳362日のゴールはEURO史上最年少得点記録となった。決勝のイングランド戦でもニコ・ウィリアムズの先制ゴールをアシストし、1ゴール4アシストで最優秀若手選手賞に輝いた。
2024年10月、スペイン代表で背番号10番を背負っていたダニ・オルモが負傷で不在のため、背番号10番を背負うことが決定した。

## 人物
17歳ながらFCバルセロナ、スペイン代表でいくつかの記録を破り、2023-24シーズンでは、クラブ、代表合わせて81試合に出場した。リーガ・エスパニョーラで、ヤマルはFCバルセロナの最年少のスタメンとなり、アシストを記録した最年少選手、同リーグで最年少得点（16歳87日）を記録した選手、エル・クラシコでは16歳で出場した最年少選手、最年少得点者（17歳105日）、コパ・デル・レイで得点した大会史上最年少選手、スーペルコパ・デ・エスパーニャで得点した大会史上最年少選手、スペイン代表の最年少出場かつ最年少得点（16歳57日）した選手、EURO史上最年少出場記録（16歳338日）、EURO史上最年少得点記録（16歳362日）保持者、UEFA EURO 2024では1ゴール4アシストで最優秀若手選手賞を記録した選手、17歳未満でこれらの記録を達成した史上初の選手であり、「リオネル・メッシの後継者」との呼び声が高い。若くして強靭なメンタルを持っている。彼のメンタルは幼少期に経験したストリートサッカーで磨かれた。
2024年10月13日のデンマーク戦にてスペイン代表史上最年少で背番号10番を着用した。
また、UEFAチャンピオンズリーグで、ヤマルはユスファ・ムココに次いで2番目に若く出場した選手となり、UEFAチャンピオンズリーグでスターティングメンバーに名を連ねた最年少の選手、ノックアウトステージに出場した最年少の選手となった。

## エピソード
自身のプレースタイルに大きな影響を与えた人物として、バルセロナでのプレー経験もあるネイマールを挙げている。
代理人はジョルジュ・メンデス。
2024年8月14日、ヤマルの父ムニール・ナスラウィがマタローの駐車場で刺されたが、その後、ナスラウィは安定した状態で病院に入院していたと報じられた。警察は犯罪に関与した4人を逮捕した。8月17日、ナスラウィは退院した。
2024年9月、ジェラール・ピケが運営する「キングス・リーグ」に参戦することが決定した。
UEFA EURO 2024 開催中、学校の宿題を持参し取り組んでいたことで話題になった。
スペインのテレビ局『アンテナ3』のトーク番組“エル・オルミゲーロ”に出演したヤマルは、「あなたの市場価値は1億2000万ユーロです。その金額を受け取りたいと思いますか？」と問われて、次のように返答している。 

## 評価
クリスティアーノ・ロナウドは自身のYouTubeチャンネルでヤマルについて「彼にはもの凄いポテンシャルがある、間違いなく新世代の最高の選手になれるだろう」と語った。
エリック・カントナはイングランド紙『The Athletic』の取材に対して「彼(ヤマル)を目当てにバルセロナの試合を見ることがある。彼を見ていると、ボールが友達だと本当に思えるんだ。兄弟のようにも感じられる。」と語った。
現役時代にはバルセロナでプレーし、監督を務めた経験もあるシャビはヤマルについて「彼は他と異なった選手だ。このフットボールの世界で、一時代を築くだろう。現在のレベルのまま進み続けなければならない。」と語った。
2024-25シーズンのCL準決勝にて対戦したインテルの監督を務めたシモーネ・インザーギはインタビューにてヤマルを「神童」、「50年に1人の逸材」と称した。

## 個人成績

### クラブ
2025年5月26日現在
| クラブ     | シーズン | ディビジョン | リーグ戦 | リーグ戦 | 国内カップ戦 | 国内カップ戦 | 国内カップ戦 | 国内カップ戦 | UEFA | UEFA | UEFA | UEFA | 通算 | 通算 |
| クラブ     | シーズン | ディビジョン | リーグ戦 | リーグ戦 | 国王杯       | 国王杯       | SC           | SC           | CL   | CL   | SC   | SC   | 通算 | 通算 |
| クラブ     | シーズン | ディビジョン | 出場     | 得点     | 出場         | 得点         | 出場         | 得点         | 出場 | 得点 | 出場 | 得点 | 出場 | 得点 |
| ---------- | -------- | ------------ | -------- | -------- | ------------ | ------------ | ------------ | ------------ | ---- | ---- | ---- | ---- | ---- | ---- |
| バルセロナ | 2022-23  | プリメーラ   | 1        | 0        |              |              |              |              |      |      |      |      | 1    | 0    |
| バルセロナ | 2023-24  | プリメーラ   | 37       | 5        | 1            | 1            | 2            | 1            | 10   | 0    |      |      | 50   | 7    |
| バルセロナ | 2024-25  | プリメーラ   | 35       | 9        | 5            | 2            | 2            | 2            | 13   | 5    |      |      | 55   | 18   |
| バルセロナ | 2025-26  | プリメーラ   |          |          |              |              |              |              |      |      |      |      |      |      |
| バルセロナ | 通算     | 通算         | 73       | 14       | 6            | 3            | 4            | 3            | 23   | 5    | 0    | 0    | 106  | 25   |
| 総通算     |          |              |          |          |              |              |              |              |      |      |      |      |      |      |

### 試合数
- 国際Aマッチ 19試合4得点（2023年 - ）

| スペイン代表 | 国際Aマッチ | 国際Aマッチ |
| 年           | 出場        | 得点        |
| ------------ | ----------- | ----------- |
| 2023         | 4           | 2           |
| 2024         | 13          | 1           |
| 2025         | 2           | 1           |
| 通算         | 19          | 4           |

### 得点
| # | 開催日         | 開催地                                     | 対戦国     | スコア | 結果        | 大会                          |
| - | -------------- | ------------------------------------------ | ---------- | ------ | ----------- | ----------------------------- |
| 1 | 2023年9月8日   | トビリシ、ボリス・パイチャーゼ・スタジアム | ジョージア | 7-1    | 7-1         | UEFA EURO 2024 予選           |
| 2 | 2023年11月16日 | リマソール、Alphamega Stadium              | キプロス   | 1-0    | 3-1         | UEFA EURO 2024 予選           |
| 3 | 2024年7月9日   | ミュンヘン、アリアンツ・アレーナ           | フランス   | 1-1    | 2-1         | UEFA EURO 2024                |
| 4 | 2025年3月23日  | バレンシア、メスタージャ                   | オランダ   | 3-2    | 3-3 (5-4.p) | 2024–25 UEFA Nations League A |

## タイトル

### クラブ
FCバルセロナ
- プリメーラ・ディビシオン：2回 (2022-23 2024-25)
- コパ・デル・レイ：1回 (2024-25)
- スーペルコパ・デ・エスパーニャ：1回 (2024-25)

### 代表
スペイン代表
- UEFA欧州選手権：1回 (2024)
- UEFAネーションズリーグ準優勝：1回 (2024-2025)

### 個人賞
- UEFA欧州選手権・最優秀若手選手賞：2024
- コパ・トロフィー・2024
- ゴールデンボーイ・2024

## 出演

### テレビ
- 『エル・オルミゲロ』[55]